# Blackouts
Blackouts (deutsch etwa Gedächtnisschwünde) ist das zweite Soloalbum des deutschen Komponisten Manuel Göttsching. Es wurde 1978 veröffentlicht und wie schon das Vorgängeralbum von Göttsching alleine eingespielt. Trotzdem ist als Bandname wie schon beim Vorgängeralbum New Age of Earth Ashra angegeben. 
Das Albumcover wurde von Mike Noome illustriert und zeigt eine Gibson SG in Nahaufnahme und zwei Hände, die diese gerade spielen. In einem Metallteil auf der Vorderseite der Gitarre spiegelt sich das Gesicht Göttschings.

## Titelliste
- Geschrieben und arrangiert von Manuel Göttsching und Udo Arndt. In Klammern die deutsche Übersetzung der Titel:

1. 77 Slightly Delayed (77 leicht verspätet) – 6:46
2. Midnight on Mars (Mitternacht auf dem Mars) – 6:51
3. Don't Trust the Kids (Vertraut den Kindern nicht) – 3:15
4. Blackouts (Gedächtnisschwünde) – 4:36
5. Shuttle Cock (Federball) – 8:29
6. Lotus Parts 1-4 (Lotus, Teile 1-4) – 16:56

## Besetzung
- Manuel Göttsching: Gibson SG, Keyboard, Synthesizer

## Produktion
- produziert von Manuel Göttsching
- Mischung durch ERD Studio